# Chalaganahalli, Malur
Chalaganahalli là một làng thuộc tehsil Malur, huyện Kolar, bang Karnataka, Ấn Độ.